# Форка Канапине (Асколи Пичено)
Форка Канапине (итал. Forca Canapine) насеље је у Италији у округу Асколи Пичено, региону Марке.
Према процени из 2011. у насељу је живело 8 становника. Насеље се налази на надморској висини од 1503 м.